# 韓國—土耳其關係
韓土關係（羅馬化：Taehanmin'guk-T'ŏk'i Kwan'gye）是韓國和土耳其之間的外交關係。土耳其在首爾設有大使館，韓國在安卡拉設有大使館，在伊斯坦堡設有總領事館。 兩國都是G20成員。

## 延伸閱讀
- Solomonovich, Nadav. . Cham: Palgrave. 2021. ISBN 978-3-030-84035-8.

## 外部連結
- South Korean embassy, Ankara （页面存档备份，存于）
- Turkish Embassy in Seoul （页面存档备份，存于）